# Moermanmethode
De moermanmethode, ook wel moermantherapie of moermandieet, is een  alternatieve behandelmethode die kanker zou kunnen bestrijden, bedacht door de Nederlandse huisarts Cornelis Moerman. De behandelmethode bestaat uit een dieet en het toedienen van extra voedingsstoffen door middel van voedingssupplementen.
De scepsis rond de moermanmethode is echter groot, aangezien het beoogde effect nooit wetenschappelijk is bewezen. Goed opgezet wetenschappelijk onderzoek van deze methode is nooit van de grond gekomen hoewel in het begin van de jaren 80 van de twintigste eeuw een serieuze poging is gedaan een dergelijk onderzoek te organiseren via de zogenaamde "Begeleidingscommissie Onderzoek Moermanmethode".

## Beschrijving van de methode

### Ontstaansgeschiedenis
Moerman was naast arts ook duivenmelker en verrichtte diverse experimenten bij zijn postduiven. Hij kwam daarbij tot het idee dat duiven geen kanker konden krijgen. De kwaliteit van voeding speelde volgens hem daarbij een zeer belangrijke rol. Volgens Moerman behoedde het bij postduiven aanwezige hoge oxidatievermogen (nodig om grote afstanden te kunnen vliegen) de vogels tegen het krijgen van kanker. De voedingsstoffen die volgens Moerman essentieel waren voor de gezondheid, zijn jodium, citroenzuur, gist (als bron van het gehele vitamine B-complex, inclusief fermenten en enzymen), ijzer, zwavel, vitamine A, vitamine D en vitamine E. Al vrij snel voegde Moerman ook vitamine C aan deze lijst toe.
Moerman was van mening dat kanker niet begint als een plaatselijk cellulair proces, maar als een ziekte van het lichaam als geheel, dat gedurende langere tijd tekorten heeft ontwikkeld aan bepaalde essentiële voedingsstoffen. De grondgedachte van Moerman was dat kanker ontstaat op basis van wat Moerman een "deraillement van de stofwisseling" noemde, met name een verminderde werkzaamheid van het oxidatievermogen en een vermeerderde gisting, dus anaerobe afbraak van glucose en koolhydraten, onder vorming van melkzuur. Het voortschrijden van de woekering (de groei van de tumor) zou dan slechts een gevolg daarvan zijn. Moerman verwees hiermee naar de theorie van Nobelprijswinnaar Otto Warburg, dat anaerobiosis een eerste oorzaak van kankercellen is.
In 1939 trok Moerman daaruit de conclusie dat een aangepast dieet bij mensen kanker zou kunnen genezen. Hij besloot zijn veronderstelling in zijn huisartsenpraktijk te testen. In december 1939 begon Moerman voor het eerst een patiënt (Leendert Brinkman) op deze wijze te behandelen. Deze patiënt was in het ziekenhuis geopereerd en de chirurg constateerde een veelvuldig uitgezaaide tumor, die niet meer te opereren was, waarna de buik weer was dichtgemaakt. Moerman behandelde de patiënt volgens zijn methode en een jaar later constateerde de chirurg dat de patiënt volledig was genezen. Achteraf zeggen de behandelend artsen in het ziekenhuis te betwijfelen of Brinkman überhaupt ooit kanker heeft gehad. Volgens hen kan een gecompliceerde blindedarmontsteking eveneens een tumorachtig gezwel veroorzaken.
Moerman verwachtte weinig heil van behandelmethoden die zich uitsluitend richten op het vernietigen van de kankercellen. Volgens hem gaat het lichaam ook na die vernietiging toch langzaam verder te gronde door de ontsporing van de stofwisseling.

### De kleine symptomen
Moerman legde grote nadruk op een geïndividualiseerde therapie om voor iedere patiënt de volgens hem juiste stoffen en de juiste dosering te vinden. Hij definieerde een aantal klinische gebrekssymptomen (de zogenoemde "kleine symptomen" van Moerman) waaruit zou blijken om welke van de bovengenoemde voedingsstoffen het zieke lichaam vraagt. Deze kleine symptomen geven volgens Moerman inzicht in de therapie die bij een bepaalde kankerpatiënt moet worden ingesteld. Hij stelde ook dat dergelijke gebrekssymptomen vaak al voorkomen bij toekomstige kankerpatiënten vóórdat een kwaadaardige tumor aantoonbaar is. Hij benadrukte in dit verband de grote waarde van deze diagnostiek voor het voorkómen van kanker. Moerman ging ervan uit dat wanneer deze symptomen van het primaire stadium van kanker aanwezig zijn, men terstond moet ingrijpen, omdat volgens hem het "deraillement" dan meestal nog omkeerbaar is.
Deze symptomen werden later door een commissie die de moermanmethode onderzocht, beoordeeld als bijkomstig en onbelangrijk. Het gebruik ervan ter beoordeling van de ziektetoestand van kankerpatiënten werd "zeer oppervlakkig en totaal onbewezen" genoemd.

### Het dieet
Het oorspronkelijk door Moerman aanbevolen dieet luidt:
- Geen vlees of vis
- Geen water, geen koffie en thee
- Geen suiker
- Matig zout
- Per dag een halve liter tot een liter karnemelk of pap daarvan
- Sap van sinaasappelen en vooral citroenen
- Bessensap
- Twee eierdooiers (geen wit)
- Bruin brood met roomboter en kaas
- Geen aardappelen maar rijst met roomboter en groene groenten, vooral salade met komkommers en tomaten
- Ook zijn andere groenten zoals worteltjes toegestaan
- Zilvervliesrijst
- Erwtensoep (van hele erwten) zonder vlees of spek, wel uien, peen en groenten
- Honing
- Olijfolie
- Veel fruit, vooral druiven

### Veranderingen in de moermanmethode in de loop der jaren
Cornelis Moerman ontwikkelde zijn voedingsregels in de jaren dertig van de twintigste eeuw. Vergeleken met de kennis van de 21ste eeuw, was er in zijn tijd nog nauwelijks iets op het gebied van voeding en voedingsstoffen bekend. Inmiddels is er veel onderzoek verricht naar de invloed van nutriënten op de preventie en therapie van kanker. Dat is aanleiding geweest om de behandelmethode van Moerman op diverse essentiële punten aan te passen. Zo zijn sommige soorten vette vis inmiddels wél toegestaan en mogen water en koffie met mate. Was thee voorheen verboden, nu mag rijkelijk groene thee worden gedronken. In de oorspronkelijke door Moerman gedicteerde vorm wordt de moermanmethode nauwelijks meer gepraktiseerd. De zogenoemde Niet-Toxische TumorTherapie (NTTT) omvat diverse varianten op de oorspronkelijke moermanmethode. Zo is de door de internist Houtsmuller gepropageerde methode (het zogenoemde "houtsmullerdieet" evenals een behandeling met voedingssupplementen) een op de moermanmethode gebaseerde variant. Ook is er meer aandacht gekomen voor psychosociale aspecten in de behandeling van kankerpatiënten volgens deze methode.
Het lezen van de "kleine symptomen" is echter geen belangrijk onderdeel meer van de huidige moermanmethode. Veel artsen zijn overgegaan op standaardprocedures bij het voorschrijven van micronutriënten.

## Wetenschappelijk onderzoek van de moermantherapie
Moerman ondernam in het begin regelmatig pogingen om zijn therapie onderzocht te krijgen. Zo stuurde hij in november 1949 zijn eerste kankerpublicatie aan het ministerie "Cancer, post tenebra lux". Daar werd echter niet op gereageerd. In 1950 werd voor het eerst een onderzoek verricht door dr. J.J. Brutèl de la Rivière. Hij bekeek 16 ziektegeschiedenissen van patiënten die de moermantherapie hadden gevolgd. Hij concludeerde: "Aan de medegedeelde behandelingsresultaten kunnen naar mijn mening geen argumenten worden ontleend voor een genezing van kanker door de medicijnen van collega Moerman. Hoogstens zou kunnen overwogen het onderzoek voort te zetten". Dit onderzoek werd nooit gepubliceerd, maar bevatte wel de hoofdlijnen voor het latere "Delprat-rapport" uit 1958.

### Het Delprat-rapport
Zijn therapie kwam in een stroomversnelling toen op 5 oktober 1955 in het dagblad voor de Zaanstreek De Typhoon een paginagroot artikel over hem verscheen, waarin vier patiënten werden beschreven die door de behandeling van Moerman zouden zijn genezen. De populariteit van Moerman nam daarna met sprongen toe, en in 1956 werd daarom een commissie in het leven geroepen onder leiding van de huisarts Delprat om de therapie dan toch te onderzoeken. Moerman was aanvankelijk erg blij met dit onderzoek en werkte volledig mee. De conclusie van het Delpratrapport was echter ronduit vernietigend voor Moerman, en Moerman raakte verbitterd. Hij was ervan overtuigd dat het dieet wél werkte.
Daardoor ontwikkelde hij een afkeer tegen de reguliere geneeskunde, een afkeer die een objectief onderzoek naar de effectiviteit ook later in de weg zou staan.
Moerman diende een klacht in bij het Medisch Tuchtcollege tegen alle leden van de Delprat-commissie, maar dat leidde niet tot resultaat. Wel krijgt hij kort daarop zelf een aanklacht aan zijn broek van de Inspecteur voor de Volksgezondheid. Hij wordt van de helft van de aanklachten vrijgesproken, maar krijgt wel een boete onder meer voor het feit dat hij kankerpatiënten medische therapie zou onthouden. Dat weerhoudt hem niet om met zijn werkwijze door te gaan. Door alle aandacht in de media stromen de patiënten bovendien vanuit het hele land toe.

### Begeleidingscommissie Onderzoek Moermanmethode
In 1979 besloot de SIKON (Stichting Interdisciplinair KankerOnderzoek Nederland) het Delprat-rapport uit 1958 aan een nadere analyse te onderwerpen. Zij constateerde grove fouten in het rapport en beoordeelde het rapport als sterk bevooroordeeld. Het SIKON-team beschreef hun bevindingen in het rapport "Hoe een kankertherapie geen kans kreeg", dat op 23 maart 1979 in het blad Intermediair werd gepubliceerd.
Naar aanleiding van deze publicatie en de groeiende druk op de politiek om een wetenschappelijk onderzoek naar de moermanmethode is kort daarop de motie Borgman (CDA) ingediend, welke onder meer werd gesteund door de VVD (Erica Terpstra) en de PvdA (René Toussaint). Deze motie leidde ertoe dat het toenmalige Ministerie van Volksgezondheid en Milieuhygiëne op 22 mei 1979 de Begeleidingscommissie Onderzoek Moermanmethode instelde, waarin deskundigen van het Ministerie van Volksgezondheid en Milieuhygiëne, een aantal hoogleraren en een vertegenwoordiger van de SIKON zitting namen. Twee jaar lang heeft deze commissie zich beziggehouden met het opzetten van een onderzoeksprotocol voor een nieuw onderzoek naar de waarde van de moermantherapie. Dit was niet gemakkelijk door wantrouwen en meningsverschillen tussen de commissieleden, maar uiteindelijk komen de commissieleden overeen om conform evidence-based medicine werkende artsen en moermanartsen ieder een eigen patiëntengroep te laten behandelen. Een onafhankelijk arts zal de patiënten controleren.
Op 18 maart 1982 werd dit onderzoeksprotocol aangeboden bij het toenmalige ministerie van Volksgezondheid en Milieuhygiëne. Toenmalig minister Gardeniers besloot dit nieuwe moermanonderzoek "de hoogste prioriteit" te geven. Restte nog subsidie om dit onderzoek te financieren. Op 25 maart 1982 verzocht minister Gardeniers het Koningin Wilhelminafonds (KWF) de kosten van het onderzoek op zich te nemen. Binnen de Wetenschappelijke Raad van het Koninklijk Wilhelminafonds was er grote weerstand tegen een onderzoek naar de moermanmethode en men wond zich op dat een dergelijk onderzoek überhaupt was overwogen. Ruim een half jaar later antwoordde het KWF dat zij besloten had het onderzoek in deze vorm niet te subsidiëren. Zij meldde het niet eens te zijn met de door de SIKON gekozen onderzoeksmethode.  Uiteindelijk moest de BOM in 1985 haar opdracht teruggeven en een onderzoek werd nooit uitgevoerd.

### Retrospectief Onderzoek Moermantherapie
Door een bescheiden subsidie van de in 1974 opgerichte Moermanpatiëntenvereniging Amnestie kon in 1986 toch een onderzoek plaatsvinden, uitgevoerd en geschreven door moermanartsen als Jan Wiese en Engelbert Valstar. In 1991 publiceerden zij het rapport Retrospectief Onderzoek Moermantherapie waarin 89 patiënten werden geïnterviewd waarbij genezing door de therapie zou hebben plaatsgevonden. Daarnaast werden in een apart hoofdstuk 35 ziektegeschiedenissen in detail beschreven, waarbij in 21 gevallen het de moermantherapie zou zijn geweest die volgens de auteurs onmiskenbaar tot de genezing zou hebben geleid. Bij de andere 14 gevallen zou dat redelijkerwijs moeten worden verondersteld. Voor dit onderzoek was een naar eigen zeggen strenge patiëntenselectie toegepast, omdat onomstotelijk moest vaststaan dat ze uitsluitend volgens de moermanmethode waren behandeld.
Vanuit wetenschappelijke hoek wordt dit onderzoek bekritiseerd omdat de onderzoeksmethode niet zou deugen. Het aantal succesgevallen werd in 1992 door internist-oncoloog Blijham teruggebracht tot maximaal 2 à 7.

## Voeding en kanker in de huidige wetenschap
In verband met zijn opvattingen over kanker en de door hem aan zijn patiënten voorgeschreven diëten wordt er vaak vergoelijkend op gewezen dat er ook volgens de hedendaagse inzichten in de erkende medische wetenschap toch relaties kunnen worden gelegd tussen voeding en de preventie van kanker. Voor de opvatting dat dit ook zou gelden voor een daadwerkelijke genezing van kanker bestaat in de medische wetenschap echter geen draagvlak.